# Andraž Krek
Andraž Krek, slovenski veslač, * 30. april 1988.
Krek vesla za VK Argo Izola. Bil je državni prvak v enojcu v letih 2005 in 2006. Na Mladinskem svetovnem prvenstvu v veslanju 2005 je bil dvojni četverec, v katerem je veslal Krek četrti, na Mladinskem svetovnem prvenstvu v veslanju 2006 pa je v enojcu osvojil bronasto medaljo. Na Svetovnem prvenstvu v veslanju do 23 let 2008 je veslal v dvojnem dvojcu.